# Illa Gran Nicobar

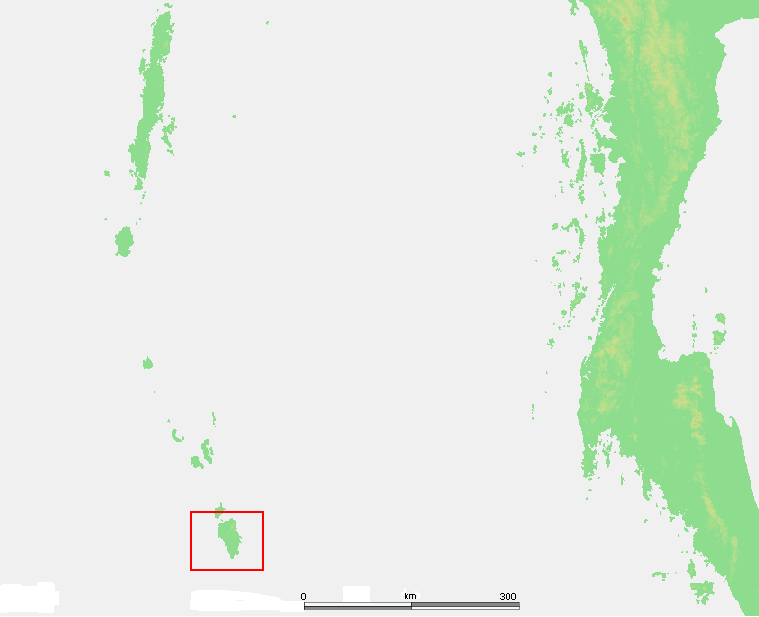
Localització de Gran Nicobar.

L'illa Gran Nicobar (hindi: निकोबार बड़ा, nicobarenc: टोकिओंग लोंग, Tokieong long, anglès: Great Nicobar) és la major de les illes Nicobar de l'Índia, al nord de Sumatra. Punta Indira, en l'extrem sud, és també el punt més meridional de l'Índia. L'illa de Sumatra es troba en el sud de Gran Nicobar. L'illa té 1.045 km², però està escassament habitada, amb una població de 9.439 habitants, i un territori en gran part cobert per una selva tropical coneguda per la seva vida silvestre diversa.
L'illa es va veure greument afectada pel tsunami de 2004 i el terratrèmol de l'Oceà Índic, amb moltes morts, i va ser aïllada de tot contacte amb l'exterior per més d'un dia.
L'illa compta amb diversos rius, com l'Alexandra, Amrit Kaur, Dogmar i el Galathea. Pràcticament tots els rius flueixen sentit sud o cap al sud-oest, la qual cosa és indicatiu del pendent general del terreny en tota l'illa. Hi ha ondulants turons al llarg de lilla amb una cadena principal que s'estén en una orientació nord-sud. La muntanya Thuillier, que forma part d'aquesta serralada, té la major elevació de qualsevol punt en les Nicobar, amb 642 m sobre el nivell del mar.